# 1818 في الولايات المتحدة
فيما يلي قوائم الأحداث التي وقعت خلال عام 1818 في الولايات المتحدة.

## سياسة

### تعيين في المنصب
- 5 سبتمبر – جون إيتون عضو مجلس الشيوخ الأمريكي.
- 6 أكتوبر – شدرخ بوند حاكم إلينوي [الإنجليزية]‏.
- 23 نوفمبر – جون فورسيث عضو مجلس الشيوخ الأمريكي.

### انتهاء فترة المنصب
- 6 يناير – أوغسطس قيصر رودني عضو مجلس ولاية ديلاوير.
- 20 أبريل – جورج كامبل عضو مجلس الشيوخ الأمريكي.
- 23 نوفمبر – جون فورسيث عضو مجلس النواب الأمريكي.

## مواليد

### فبراير
- 6 فبراير – وليام ماكسويل إيفرتس سياسي أمريكي.
- 13 فبراير – انجليكا سينغلتون فان بورين سياسية من الولايات المتحدة الأمريكية.
- 14 فبراير – فريدريك دوغلاس

### مارس
- 10 مارس – جورج راندولف سياسي أمريكي.
- 11 مارس – هنري جاكوب بيجيلو

### مايو
- 4 مايو – توماس آدامز
- 17 مايو – ازرا أوتيس كيندال
- 28 مايو – بيير بيوريغارد سياسي أمريكي.

### أغسطس
- 1 أغسطس – ماريا ميتشل عالمة فلك أمريكية.
- 13 أغسطس – لوسي ستون داعية أمريكية وإحدى أشد المناصرين والمنظمين لدعم حقوق المرأة.

### سبتمبر
- 14 سبتمبر – جيمس ميلر ويليامز سياسي كندي.

### نوفمبر
- 24 نوفمبر – ديفيد هايز أغنيو

### ديسمبر
- 4 ديسمبر – ويليام وينغ لورينغ سياسي أمريكي.
- 13 ديسمبر – ماري تود لينكون سياسية من الولايات المتحدة الأمريكية.
- 25 ديسمبر – ويليام هيرندون سياسي أمريكي.

## وفيات

### يناير
- 22 يناير – كاسبر ويستار (مواليد 1761) طبيب أمريكي.

### فبراير
- 13 فبراير – جورج روجرز كلارك (مواليد 1752) عسكري من الولايات المتحدة الأمريكية.

### مارس
- 1 مارس – جاريد ايروين (مواليد 1750) سياسي أمريكي.
- 19 مارس – توماس بوسي (مواليد 1750) سياسي أمريكي.
- 25 مارس – هنري لي الثالث (مواليد 1756) سياسي من الولايات المتحدة الأمريكية.

### مايو
- 10 مايو – بول ريفير (مواليد 1735)

### يونيو
- 16 يونيو – دانييل سميث (مواليد 1748) سياسي أمريكي.

### أغسطس
- 4 أغسطس – توم مولينو (مواليد 1784) ملاكم من الولايات المتحدة الأمريكية.

### أكتوبر
- 5 أكتوبر – نانسي هانكس لينكولن (مواليد 1784)
- 28 أكتوبر – أبيجيل آدامز (مواليد 1744)